# United Biscuits
United Biscuits (UB) ist ein weltweit aktiver britischer Hersteller und Vermarkter von Dauerbackwaren.
Er ist nach eigenen Angaben Marktführer im Vereinigten Königreich und die Nummer zwei in den Niederlanden, Belgien, Frankreich und der Republik Irland (Stand: 2014). Zum Produktspektrum zählt Süß- und Salzgebäck wie Plätzchen, Kekse und Kräcker. Im Jahr 2012 wurden rund 90 % der Verkaufserlöse mit Markenprodukten erzielt. Dazu gehören im Vereinigten Königreich die Marken bzw. Markenfamilien McVitie’s, Jacob’s, Twiglets, Penguin, go ahead!, Mini Cheddars und Carr’s, in Kontinentaleuropa Delacre, BN, Verkade und Sultana. UB verfügt über zwölf Produktionsstätten, davon sieben im Vereinigten Königreich. Die Produkte werden in rund 100 Ländern vertrieben, der Absatzanteil außerhalb der Kerngebiete Vereinigtes Königreich und Nordwesteuropa liegt bei etwa 15 % mit zunehmender Tendenz (Stand jeweils 2013).

## Geschichte

### 20. Jahrhundert
Das Unternehmen entstand 1948 durch Zusammenschluss der beiden schottischen Familienunternehmen McVitie & Price (Marken: McVities, Jaffa Cakes) und MacFarlane Lang. 1960 wurden Crawford’s Biscuits und MacDonald’s Biscuits übernommen, 1967 der Crisp-Hersteller Meredith & Drew, 1968 der Nussproduzent Kenyon Son & Craven, 1974 die Cookie- und Crackerfabrikation Keebler Company in den USA (1995 wieder verkauft). Der Konfektproduzent Terry’s of York kam 1982 hinzu, wurde 1993 aber an Kraft Suchard veräußert. Im Jahr 1988 erwarb man den britischen Tiefkühlprodukte-Hersteller Ross Young’s sowie eine Beteiligung von 60 % an UB China (1991 auf 90 % erhöht). Die niederländische Biskuit- und Konfektmarke Verkade übernahm man 1990. Im Jahr darauf beteiligte sich UB in Finnland an Fazer Biscuits, in Dänemark an Oxford Biscuits und in Ungarn an Gyõri Keksz, in Irland wurde ein Joint Venture gegründet. 1993 folgte in Australien die Übernahme von The Smith’s Snackfood Company samt italienischer Tochterfirma. Auf der britischen Insel wurde Derwent Valley Foods (Marke: Phileas Fogg) gekauft, die Beteiligungen an Oxford Biscuits und an Gyõri Keksz auf 100 % aufgestockt. Die Beteiligung an der finnischen Fazer Biscuits wurde 1994 auf 70 % erhöht, am polnischen Biskuithersteller San erwarb man 90 % der Anteile, in den Niederlanden wurde Nibb-It Snacks übernommen. 1995 kaufte UB die australische Original Pretzel Company, 1996 die spanische Keksmarke Galletas Fontaneda, 1997 übernahm man von PepsiCo die französische Biscuiterie Nantaise (BN), gab dafür an PepsiCo mehrere Unternehmen in Kontinentaleuropa und The Smith’s Snackfood Company in Australien ab. 1998 verkaufte Campbell Soup den in Belgien, Frankreich, den Niederlanden und Deutschland aktiven Gebäckhersteller Delacre für 125 Mio. Pfund an UB. In Japan übernahm UB die bisher von Meiji gehaltene Hälfte am Joint Venture Meiji McVitie und firmierte diese Tochter um zu UB Japan. 1999 fusionierte die Meeresfrüchtesparte von Ross Young mit Legal & General Ventures Bluecrest zum größten britischen Meeresfrüchteunternehmen, Young’s Bluecrest (heute Young’s Seafood); UB und LGV erhielten je 44 % der Anteile. Im September 1999 übernahm UB das Ungarn-Geschäft von Stollwerck, Stollwerck wurde Exklusivvertriebspartner in Deutschland. Im Oktober stieß UB das Kühl- und Tiefkühlkostgeschäft an HJ Heinz ab, die Kühlfischsparte im November an Northern Foods (heute Teil der 2 Sisters Food Group).

### Ab 2000
Im April 2000 kam UB in Besitz von Finalrealm, ein vom US-Konzern Nabisco kontrolliertes Konsortium von Finanzinvestoren.
Ende 2006 übernahmen die Investmentunternehmen Blackstone Group und PAI partners UB. Im November 2014 gaben sie bekannt, dass UB für 2 Mrd. Pfund Sterling an die türkische Yıldız Holding verkauft wird. Anfang des Jahres 2016 fasste die Yıldız Holding ihre Gebäck-, Snack- und Süßwarentöchter United Biscuits, Godiva Chocolatier, DeMet’s Candy Company und Ülker unter dem Dach der neuen Firma pladis mit Sitz im britischen Hayes zusammen.
2016 wurde Delacre an Ferrero verkauft.